# Culcitium
Culcitium là một chi thực vật có hoa trong họ Cúc (Asteraceae).

## Loài
Chi Culcitium gồm các loài: